# Breaking Bad (4.ª temporada)
A quarta temporada da série dramática de televisão norte-americana Breaking Bad estreou em 17 de julho de 2011 e terminou em 9 de outubro de 2011. Consiste em 13 episódios, cada um com aproximadamente 47 minutos de duração. A AMC transmitiu a quarta temporada aos domingos às 22:00 nos Estados Unidos. A quarta temporada completa foi lançada no DVD da Região 1 e na Região A Blu-ray em 5 de junho de 2012.

## Elenco
| - Bryan Cranston como Walter White - Anna Gunn como Skyler White - Aaron Paul como Jesse Pinkman - Dean Norris como Hank Schrader - Betsy Brandt como Marie Schrader - RJ Mitte como Walter White, Jr. - Bob Odenkirk como Saúl Goodman - Giancarlo Esposito como Gustavo "Gus" Fring - Jonathan Banks como Mike Ehrmantraut | - Ray Campbell como Tyrus Kitt - Lavell Crawford como Huell - Maurice Compte como Gaff - Steven Michael Quezada como teven Gómez - Emily Rios como Andrea Cantillo - David Costabile como Gale Boetticher - Christopher Cousins como Ted Beneke - Nigel Gibbs como APD Detective Tim Roberts - Mark Margolis como Hector Salamanca - Marius Stan como Bogdan - Michael Shamus Wiles como George Merkert - Steven Bauer como Don Eladio - Bill Burr como Kuby - Charles Baker como Skinny Pete - Jim Beaver como Lawson - Jeremiah Bitsui como Victor - Jere Burns como o líder do grupo de reabilitação - Javier Grajeda como Juan Bolsa - Matt L. Jones como Badger |

## Episódios
| N.º na série | N.º na temp. | Título                                         | Dirigido por      | Escrito por                           | Exibição original      | Audiência (milhões) |
| ------------ | ------------ | ---------------------------------------------- | ----------------- | ------------------------------------- | ---------------------- | ------------------- |
| 34           | 1            | "Box Cutter (Estilete)"                        | Adam Bernstein    | Vince Gilligan                        | 17 de julho de 2011    | 2,58                |
| 35           | 2            | "Thirty-Eight Snub (Trinta e Oito Cano Curto)" | Michelle MacLaren | George Mastras                        | 24 de julho de 2011    | 1,97                |
| 36           | 3            | "Open House (Casa em Exposição)"               | David Slade       | Sam Catlin                            | 31 de julho de 2011    | 1,71                |
| 37           | 4            | "Bullet Points"                                | Colin Bucksey     | Moira Walley-Beckett                  | 7 de agosto de 2011    | 1,83                |
| 38           | 5            | "Shotgun"                                      | Michelle MacLaren | Thomas Schnauz                        | 14 de agosto de 2011   | 1,75                |
| 39           | 6            | "Cornered"                                     | Michael Slovis    | Gennifer Hutchison                    | 21 de agosto de 2011   | 1,67                |
| 40           | 7            | "Problem Dog"                                  | Peter Gould       | Peter Gould                           | 28 de agosto de 2011   | 1,91                |
| 41           | 8            | "Hermanos"                                     | Johan Renck       | Sam Catlin & George Mastras           | 4 de setembro de 2011  | 1,98                |
| 42           | 9            | "Bug"                                          | Terry McDonough   | Moira Walley-Beckett & Thomas Schnauz | 11 de setembro de 2011 | 1,89                |
| 43           | 10           | "Salud"                                        | Michelle MacLaren | Peter Gould & Gennifer Hutchison      | 18 de setembro de 2011 | 1,80                |
| 44           | 11           | "Crawl Space"                                  | Scott Winant      | George Mastras & Sam Catlin           | 25 de setembro de 2011 | 1,55                |
| 45           | 12           | "End Times"                                    | Vince Gilligan    | Thomas Schnauz & Moira Walley-Beckett | 2 de outubro de 2011   | 1,73                |
| 46           | 13           | "Face Off"                                     | Vince Gilligan    | Vince Gilligan                        | 9 de outubro de 2011   | 1,90                |

## Produção
Em 14 de junho de 2010, a AMC anunciou que Breaking Bad foi renovado para uma quarta temporada de 13 episódios. Os escritores começaram a fazer brainstorming e escrever para a temporada no início de julho de 2010. Na turnê de imprensa da Television Critics Association de 2011, foi anunciado que a produção da temporada começaria em 13 de janeiro de 2011. As filmagens terminaram em meados de junho daquele ano. Embora a equipe de roteiristas soubesse que a quarta temporada se concentraria principalmente na contenda entre Walter White e Gus Fring, eles não planejaram especificamente toda a temporada antes do início da produção, mas desenvolveram a história à medida que os episódios progrediam. Isso seguiu um padrão semelhante ao da terceira temporada, e diferiu distintamente da segunda temporada, onde todo o enredo da temporada foi planejado com antecedência. Gilligan comparou a quarta temporada a um "jogo de xadrez de 13 episódios" entre Gus e Walt.
Originalmente, mini episódios de quatro minutos de duração seriam produzidos antes da estréia da quarta temporada, mas estas não se concretizaram.